# Villarpardo (Zaragoza)
Villarpardo es un despoblado medieval de la Comunidad de Daroca, actualmente dividido entre Torralbilla y Mainar, en la comarca natural de Campo Romanos (comarca oficial del Campo de Daroca) de la provincia de Zaragoza en Aragón.

## Toponimia
El topónimo Villarpardo es una forma compuesta por villar (típico de topónimos de tiempos de la reconquista) y de pardo (más fácil una metátesis de prado que una referencia al color). 
Otra posibilidad sería una composición Villa+(de)el+Pardo, pero es menos probable porque es difícil pensar que una localidad tan pequeña hubiera tenido el título de villa en el periodo que perteneció a Daroca, a no ser que se remontara a una villa romana muy anterior a la reconquista.
La primera mención de este pueblo fue el texto de 1205 de reparto de diezmos y primicias hecha por el obispo de Zaragoza Ramón de Castrocol:

Clerici et ecclesia Sancti Petri habent Olalia, Pelarda, Fuentesclaras, Villargasconem, Lectago, Luco, Tramasaquas, Salze, Villalpardo, Torralva del Senyor, Badules, Tordenigris, Ferrera. Clerici et ecclesia Sancti Andree habent Cerbera, Sarçola, Michael, Romanos, Lançola, Baldeforna, Tampariellas.

En ese mismo texto se menciona un pueblo llamado Las Casas que corresponde a un núcleo de población cerca de Villarpardo y que en textos posteriores es conocido como Las Casas de Villarpardo. A diferencia de Villarpardo, pagaba diezmos a la Iglesia de San Juan de Daroca:

Clerici ecclesiea Sancti Johannes, habent Portelrubeo, Tuera, Las Casas, Collados, Manchones, Salze, Murero, Baselga, Aldea Dominico Ferrero, Ceyda.

En 1373 no se menciona Villarpardo en el "Libro de Manifestación del Morabetín de las aldeyas de la Comunidad de Daroca", pero si que se nombra unos cuantos habitantes de Mainar que tenían como apellido Villalpardo: Miguel de Villalpardo, Gil de Villalpardo y Matheo de Villalpardo.
Un canal artificial hecho para desaguar el agua de la llanura hacia el Huerva lleva el nombre de Arroyo de Villalpardo.

## Historia
Según Asso fue repartido entre Torralbilla y Mainar:

Villarpardo agregado à Torralva, y à Mainar.

Los diezmos que pagaban los habitantes de Villarpardo fueron adjudicados a la iglesia de Villareal de Huerva.

## Patrimonio artístico

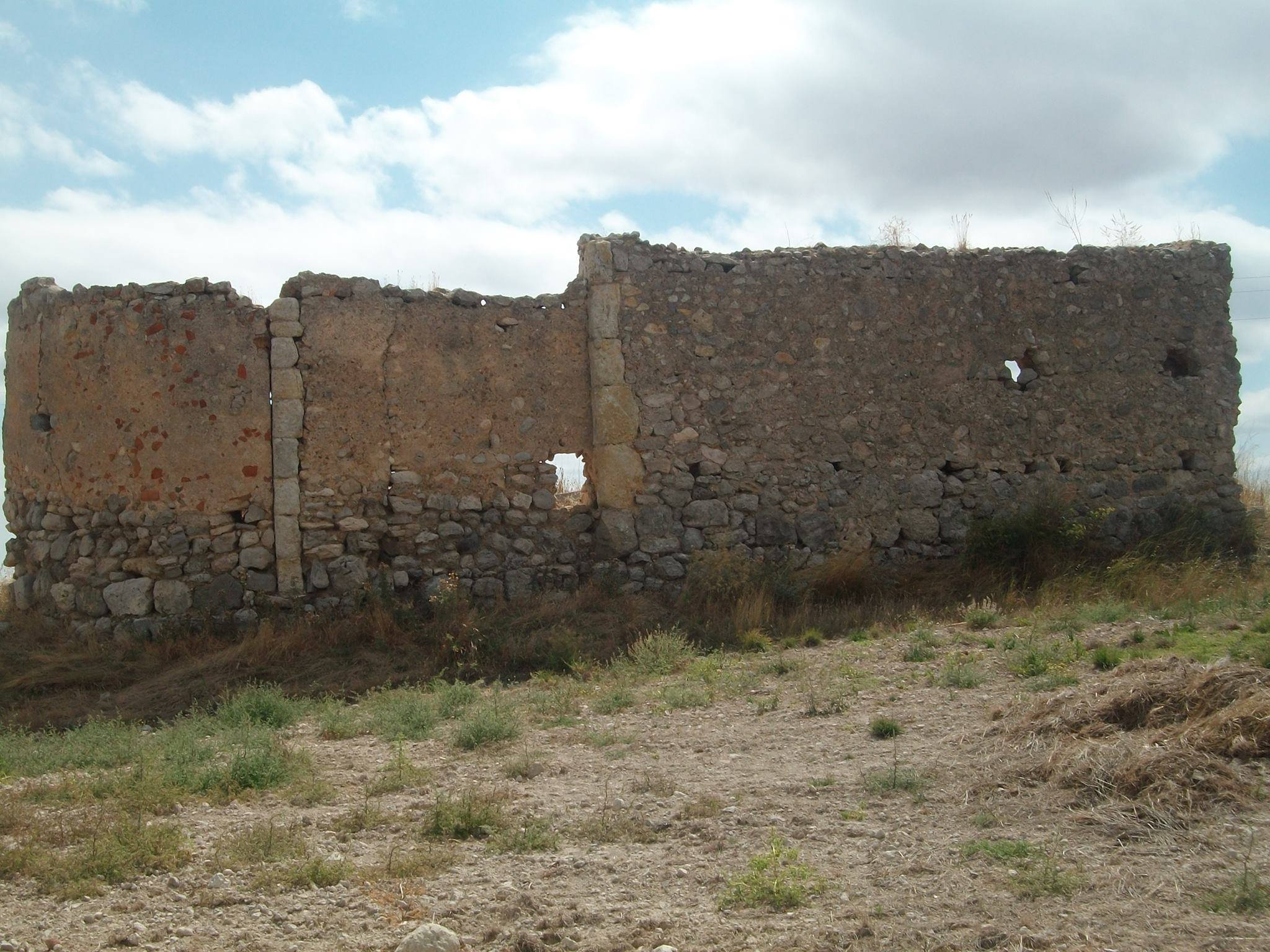
Ruins of Santo Domingo Churcha, located al the abandoned village of Villarpardo, Saragossa.

Muy cerca del límite del término municipal de Mainar con el de Torralbilla pero dentro de aquel se hallan las ruinas de la ermita de Santo Domingo, que en realidad no son sino los restos de la parroquia del antiguo pueblo de Villarpardo, despoblado a raíz de la peste en la Edad Media. Se trata de un edificio singular ya que es el único ejemplo de románico en Campo Romanos. Es un templo tardorrománico: Se conserva el lado norte de la nave, el muro adyacente del presbiterio y parte del ábside. Es un típico ejemplo del románico rural, edificado con lo que había a mano y después enlucido, sólo hay sillares o sillarejos en lugares críticos, como las esquinas y en los límites entre nave, presbiterio y ábside.